# Andrena carinata
Andrena carinata är en biart som beskrevs av Morawitz 1877. Andrena carinata ingår i släktet sandbin, och familjen grävbin. Inga underarter finns listade i Catalogue of Life.